# Сикора, Вячеслав Станиславович
Вячеслав Станиславович Сикора (7 февраля 1973 года, Гродненская область, Щучинский район, БССР, СССР) — белорусский актёр театра и кино, кинорежиссёр, сценарист.
Номинант Международного фестиваля античного искусства «Боспорские агоны» (Украина, Крым), лауреат XV Международного Бердянского кинофестиваля (2012, Украина, Бердянск), номинант XIII Международного телекинофорума «Вместе» (2012, Украина, Крым), участник XXII Международного кинофорума «Золотой Витязь» (2013, Россия, Хабаровск), участник православного кинофестиваля «Встреча» (2013, Россия, Калуга), участник Международного кинофорума «Золотой Витязь» (2014, Россия, Томск), победитель месяца на Golden Fern Film Awards в номинации «Narrative Future» (2022, Индия), победитель месяца на Crown Point International Film Festival в номинации «Best Drama» (2023, USA, Chicago), награждён специальным призом жюри Sittannavasal International Film Festival в номинации «Best International Shot Film» (2023, Индия), победитель месяца на The Oniros Film Awards в номинации «Best Feature Film» (2023, USA, New York), победитель месяца на Filmzen International Film Competition в номинации «Best Documentary Film» (2023, USA, Chicago), победитель месяца на Knight of the Reel Awards в номинации «Short Film» (2023, Индия), победитель на International Brightlight Film Festival в номинации «Best Movie by Public Eyes» (2023, USA, Los Angeles), награждён специальным призом жюри Rohip International Film Festival в номинации «Best Debut Short Film» (2023, Индия), победитель месяца на Cult Critic Movie Awards в номинации «Feature Film» (2023, Индия), победитель месяца на Royal Society of Television & Motion Picture Awards в номинации «Outstanding Achievement Award» (2023, Индия), победитель месяца на Black Swan International Film Festival в номинации «Critics Choice Award» (2023, Индия), победитель месяца на Druk International Film Festival в номинации «Film on Women» (2023, USA, New York), участник 4th Alibag Short Film Festival (2023, Индия).

## Биография
Вячеслав Сикора родился в деревне Каменка, в семье Станислава Иосифовича Сикора (с 1946 года работал мелиоратором), и Анны Васильевны Басалыги (с 1950 года работала поваром).
В 1980 году пошёл учиться в среднюю школу №1 г. Скидель, Гродненского района. Закончил школу в 1990 году.
В 1991 поступает в БСХА, на факультет Мелиорации и водного хозяйства.
В 1992 перевёлся на заочную форму обучения и был призван на срочную службу в Вооружённые силы Республики Беларусь. Служил на Фолюше в Гродно в группе артиллерии в реактивном дивизионе, старшим наводчиком РСЗО БМ-21 «Град».
После армии в 1994 году продолжил учёбу в БСХА. Организовал первую газету на факультете, создал радиосеть в собственном общежитии, являлся председателем профкома факультета и первым секретарем БПСМ факультета.
В январе 1998 года трудоустроился на Могилёвское телерадиообъединение ведущим радиостанции «Новое радио Могилёв».
В октябре 1998 года устраивается на работу в Могилёвский областной драматический театр на должность машиниста сцены. Через месяц играет в своём первом спектакле «Новогодняя сказка» в постановке режиссёра Олега Жюгжды. Отыграв новогодние сказки увольняется из театра и уезжает на работу в Польшу простым рабочим на предприятие по утилизации мусора.
В октябре 1999 года трудоустраивается в должности директора Дома Культуры ОАО «Скидельский сахарный комбинат», где работает до 2007 года.
В 2000 году создает группу в Скиделе и выпускает альбом «Враз плох». Автор композиций и вокалист — Александр Гур.
В ноябре 2000 года в результате драки с четырьмя местными жителями во время ночной дискотеки в Скидельском ДК В.Сикора нанёс им тяжкие телесные повреждения. По заявлению пострадавших было возбуждено уголовное дело. В апреле 2001 года В.Сикора был заключён под стражу в СИЗО Тюрьмы № 1 г. Гродно (Гродненский централ). От услуг адвоката В.Сикора отказался. 25 апреля 2001 года осужден за превышение самообороны на два года исправительных работ по месту работы и освобождён из-под стражи сразу после вынесения приговора в зале суда.
В 2001 году Вячеслав Сикора в качестве продюсера и директора группы «Тяни-Толкай» выпускает альбом «Смеются соседи».
В 2001 году стал одним из основателей бейсбольного клуба "Сахарный шторм" г. Скидель Гродненской области.
В 2003 году на базе ДК создан театр эстрады Вячеслава Сикоры который, на протяжении многих лет выступал на сценических площадках Республики Беларусь и за рубежом. В 2003 году В. Сикора дебютирует на сцене Могилёвского театра в роли Тристана в спектакле «Тристан и Изольда» режиссёр О. О. Жюгжда и в 2005 году в роли Машеки в спектакле «Легенда о Машеке» режиссёр А. Ф. Гарцуев. Практически живёт на два города Скидель и Могилев расстояние между которыми 460 км.
В 2003 году создал Международный Фестиваль «Голоса Европы» в городе Гродно. Обладательница Первой премии на Международном фестивале является Полина Смолова.
В 2005 году на базе Дома культуры был создан "Музыкальный театр "РАДА" и записан первый диск, где В.Сикора являлся одним из создателей и директором театра.
В 2006 году принимал участие в Международном фестивале античного искусства «Боспорские агоны», где занял первое место в номинации «Золотая Струна» и второе место в литературном конкурсе.
В 2007 году увольняется из ДК ОАО «Скидельский сахарный комбинат» и уезжает в Москву где поступает в Русский духовный театр «ГЛАС». В том же году увольняется из театра «ГЛАС» и трудоустраивается в Могилёвский областной драматический театр.
В 2007 году вступает в гильдию актёров кино России. В этом же году, принял участие в своём первом кинофестивале «Созвездие».
В 2007 году работает актёром в Московскогом театре «ГЛАС».
В 2008 году вступил в Белорусскую гильдию актёров кино.
В 2009 году создаёт небольшую киностудию и приступает к съёмкам многосерийного фильма «Третий звонок». Съёмки продолжаются три года.
В 2010 году В.Сикора уволен из Могилевского областного драматического театра по инициативе руководства. В.Сикора уезжает в Россию, сначала в Москву, потом в Тверь.
В 2011 году В.Сикора снимается в российском детективном телевизионном сериале «Улицы разбитых фонарей» в эпизодической роли.
В 2012 году фильм «Третий звонок» участвует в конкурсной программе XV Бердянского международного кинофестиваля. В том же году фильм проходит отборочный тур и участвует в XIII Международный телекинофоруме «Вместе». В 2012 году «Третий звонок» участвует в конкурсной программе XV Бердянского международного кинофестиваля. В том же году фильм проходит отборочный тур и участвует в XIII Международный телекинофоруме «Вместе». На церемонии закрытия телекинофорума «Вместе», который с 24 по 29 сентября проходил в Ялте, после объявления имени победителя в номинации «ДЕБЮТ», где участвовал фильм Вячеслава «Третий звонок», Вячеслав Сикора вышел на сцену театра имени Чехова и обвинил жюри в предвзятости, а награду, которую получил фильм «Ящик Пандоры», назвал незаслуженной.
В 2013 году В.Сикора снимается в российский комедийном телесериале-ситкоме «Инте́рны» в эпизодической роли.
Летом 2013 года Вячеслав Сикора приступает к съемкам комедии «Малая Родина».
2013 год Хабаровск. Фильм "Третий звонок" — режиссёр Вячеслав Сикора принимает участие в XXII Международном Кинофоруме «Золотой Витязь» — Хабаровск 2013
2013 год. Фильм "Третий звонок" участвует в православном кинофестивале «Встреча» Калуга.
В 2014 году находился как режиссёр в Киеве во время майдана и снял документальный фильм о революции в Украине «Майдан своими глазами».
2014 год. Документальный фильм Вячеслава Сикора "Переправа в бесмертие" принимает участиев Международном кинофоруме «Золотой Витязь» в Томске 2014 г.
В 2014 году Вячеслав Сикора основал в Могилёве бейсбольную команду «ПИРАТЫ» выступавшую в чемпионате Беларуси! Состав нового клуба состоял из людей, которые связали свою жизнь со спортом, бывших и действующих футболистов, хоккеистов и нескольких легионеров из Преднестровья. По итогам чемпионата команда тренера и менеджера Вячеслава Сикора завоевала серебряные медали уступив первое место действующему чемпиону «Брестские зубры».
В 2017-2018 годах работает актёром Минского областного драматического театра в городе Молодечно. Одна из больших ролей — Михаил Кудимов в спектакле «Несколько пролетов вверх» Родиона Овчинникова, режиссёр Денис Нупрейчик.
В 2018 году уволен из Минского областного драматического театра. Уезжает в город Щучин где создает театральную студию и ставит три спектакля по пьесе «Пока она умирала» поставлен спектакль и снял фильм на базе киношколы которую создает вместе с Дмитрием Параем.
В 2019 году в Щучине реализовал авторский проект «музей СССР» вместе с Дмитрием Параем.
В 2019 году спектакль «Ночь Гельвера» (режиссёр В.Сикора) занял первое место в Днепре на международном фестивале. Спектакль «Только он вправе меня разбудить» (режиссёр В.Сикора) занял гран-при в Днепре на международном фестивале.
30 июля 2019 года в Щучине была открыта киностудия. Создателями являются Вячеслав Сикора и Дмитрий Парай.
Летом 2020 года в Щучине В.Сикора уволен с должности педагога дополнительного образования по инициативе руководства.
2 сентября 2020 года к В.Сикора домой в Могилёве пришли с обыском местные силовики по политически мотивированному уголовному делу, забрали компьютерную технику, телефоны, планшет и другие носители информации. После обыска В.Сикору задержали, затем отпустили через несколько часов под обязательство явки на допрос на следующий день. В тот же день В.Сикора уехал из Могилёва и успешно скрывался до 25 сентября 2020 года, пока его не нашли силовики в сельской местности, однако ему снова удалось уйти от преследования и покинуть территорию Беларуси.
В октябре 2020 года В.Сикора уехал из Беларуси в Украину через Россию из-за фабрикации в отношении него ряда политически мотивированных уголовных дел, обыска и преследования белорусскими силовиками.
В 2020 году В.Сикора начал продажи наручных часов с протестной и иной символикой, изготовленных в Китае по его заказу. Через три года полностью прекратил данную деятельность. 
С 2020 по 2021 год В.Сикора во время проживания в Киеве неоднократно был замечен в злоупотреблении алкоголем, вплоть до длительных запоев.
25 февраля 2021 года В.Сикора совместно с другими учредителями (Пилипчук Ігор Степанович, Шевченко Олександр Леонідович и Капітоненко Олексій Олександрович) зарегистрировал в Киеве Общественную организацию «Білоруська діаспора в Україні». В.Сикора оформлен руководителем. Данная общественная организация фактически не начинала свою деятельность.
В августе 2021 года В.Сикора стал участником конфликта из-за своего сбора денег на похороны Виталия Шишова (главы общественной организации «Беларускі Дом ва Украіне»).
В сентябре 2021 года В.Сикора уехал из Украины в Польшу. Начал работу в команде журналистов могилёвского медиа 6TV.by в Белостоке.
26 ноября 2021 года на сайте Следственного комитета Республики Беларусь размещена информация УСК по Могилевской области о предъявлении В.Сикора обвинения по ч.1 ст.130 (умышленные действия, направленные на возбуждение иной социальной вражды или розни по признаку иной социальной принадлежности), ст.188 (клевета), ч.1 ст.368 (оскорбление Лукашенко А. Г.) и ч.1 ст.369 (публичное оскорбление представителя власти в связи с выполнением служебных обязанностей) Уголовного кодекса Республики Беларусь. В.Сикора объявлен нелегитимным режимом Беларуси в международный розыск.
В марте 2022 года ушёл из команды журналистов могилёвского медиа 6TV.by в Белостоке из-за конфликта с коллегами и руководством. Начал деятельность по сбору денег для ВСУ (финансовые отчёты не публиковались, аудит не проводился).
В июле 2022 года В.Сикора стал участником конфликта из-за своего сбора денег для ВСУ, в частности по этому поводу в публичном телефонном разговоре с активистом Сергеем Дылевским высказывались претензии, угрозы и оскорбления.
В ноябре 2022 года В.Сикора завершил съёмки художественного фильма, драмы на фоне российско-украинской войны, под названием «Руzzкий мир». Съёмочный процесс длился 11 дней. Бюджет фильма по подсчётам В.Сикора составил около 60 тысяч USD (финансовые отчёты не публиковались, аудит не проводился).
14 декабря 2022 года на пресс-конференции в Белостоке В.Сикора заявил об окончании работы над художественным фильмом, драмы на фоне войны России против Украины «Руzzкий мир».
В январе 2023 года художественный фильм «Руzzкий мир» получил первую награду в номинации «Лучшая драма» месяца на американском кинофестивале Crown Point International Film Festival (CPIFF), а также одержал победу на кинофестивале The Oniros Film Awards® в Нью-Йорке в номинации «Лучший художественный фильм месяца».
30 марта 2023 года В.Сикора объявил сбор денег на свою банковскую карту PKO Bank Polski, на свой аккаунт PayPal и свой счёт в Монобанк — «на просмотр фильма РУZZКИЙ МИР».
17 апреля 2023 года В.Сикора начал сотрудничество по сбору денег для ВСУ с украинским фондом ГО «Соціальна перспектива» и литовским фондом Labdaros ir paramos fondas Safehaven LT, опубликовал в своём Телеграм-канале ссылку на донат-сервис Wayforpay и номер счёта в Swedbank (аудиторская проверка не проводилась, финансовая отчётность не публиковалась).
9 мая 2023 года опубликовал в своём канале Telegram в общем доступе художественный фильм «Руzzкий мир». 28 сентября 2023 года опубликовал фильм в YouTube..
23 мая 2023 года опубликовал в Telegram в общем доступе свой короткометражный фильм «72 часа».
В августе 2023 года приступил к сбору денег на съёмки продолжения своего художественного фильма «Руzzкий мир» (аудиторская проверка не проводилась, финансовая отчётность не публиковалась).
16 сентября 2024 года Вячеслав Сикора, в качестве волонтёра, подарил около 1500 шин (б/у) для военной части А-4924 (ВСУ). Отчёт о проделанной работе и доставке в военную часть А-4924 (ВСУ) в Украине был опубликован в телеграм-канале Вячеслава Сикоры.
1 ноября 2023 года начал снимать и публиковать в TikTok и YouTube серию видеороликов под названием "Руzzкий мир".
В 2024 году при сотрудничестве с различными украинскими фондами и другими инициативами, занимается сбором денег для ВСУ и доставкой различных товаров, в основном автомобильных шин и иногда автомобилей из Польши и Германии в Украину, для подразделений ВСУ (аудиторская проверка не проводилась, финансовая отчётность не публиковалась).
22 октября 2024 года В.Сикора объявил о сборе денег (через Monobank Ірина В., 30 000 ₴ / ~$725, сбор был остановлен через две недели на сумме 5 650.12 ₴ / ~$137) на покупку ноутбука для монтажа своего нового фильма на тему российско-украинской войны (аудиторская проверка не проводилась, финансовая отчётность не публиковалась, опубликовано фото ноутбука с указанием стоимости 16 000 ₴ / ~$388 в телеграм-канале).

## Творчество

### Роли в театре
- «Сестра моя Русалочка» Л.Разумовской — Военный министр
- «Легенда о Машеке» С.Ковалевой — Машека
- «Тристан и Изольда» С.Ковалевой — Тристан
- «Свидание в предместье» А. Вампилов — Кудимов
- «Воробьиная Ночь» В. Короткевич — Жандарм
- «Сильвия» А.Герни — Том
- «Несколько пролетов вверх» Р. Овчинников — Михаил Громов

### Фильмография
| Год  |   | Название               | Роль                                                   |
| ---- | - | ---------------------- | ------------------------------------------------------ |
| 2010 | ф | Капитан Гордеев        | Пётр Краштюк (начальник службы безопасности Тардынина) |
| 2011 | ф | Настоящая Жизнь        | Имя персонажа не указано                               |
| 2011 | ф | Улицы разбитых фонарей | Гоша (собеседник Асмолова в ресторане)                 |
| 2012 | ф | Третий Звонок          | Савелий Смирнов                                        |
| 2013 | ф | Интерны                | Эпизодическая роль (супруг пациентки)                  |
| 2014 | ф | Благословление         | Имя персонажа не указано                               |
| 2017 | ф | Малая родина           | Имя персонажа не указано                               |
| 2022 | ф | 72 чaса                | Имя персонажа не указано                               |
| 2022 | ф | Руzzкий мир            | Владимир                                               |